# حارة المظلوم
حارة المظلوم إحدى حارات مدينة جدة الأربعة التاريخية داخل سورها القديم، وهي المحلة الواقعة إلى اتجاه الشمال الشرقي، وبها مسجد الشافعي وسوق الجامع.

## سبب التسمية
دارت بتسمية حارة المظلوم عدة تسميات:
- القصة التاريخية أنه في القرن الثالث عشر الهجري، حين وصلت أنباء أن أسطولاً برتغالياً متوجهاً إلى مدينة جدة، للسيطرة عليها تحركت الدولة العثمانية لتأمر أهالي جدة ببناء سور يحميها من عملية الغزو تلك. وأمر مبعوثو الدولة جميع رجال البلدة ببناء السور، كما إن مبعوثي الدولة كانوا يقرعون جميع الأبواب لإيقاظ رجالها، واقتيادهم كرهاً إلى مواقع البناء. في القصة أن أحد مواطني البلدة غلبه النوم أثناء العمل، وهذا ما جعل المبعوثين يقدمون على قتله، وأمر بقية الرجال العاملين باستكمال عمليات بناء السور فوق جثة القتيل، الأمر الذي جعل شخصاً يُسمى عبد الرحمن البرزنجي، وفي روايات أخرى عبد الكريم، يعترض على تلك الطريقة الظالمة في معاملة أهالي المدينة، وقام الثائر البرزنجي بتجييش مشاعر الأهالي ضد الأوامر القاسية للدولة، وهذا ما جعله في نهاية الأمر مطلوباً لاعتراضه وثورته. وبعد بضعة أيام، تمكّن مبعوثو الدولة من القبض على الثائر الحجازي، الذي كانت تؤويه عائلة باناجة سراً، وتم سحله بعربة تجرها الجياد على طول الشارع الذي يقع عليه مسجد الشافعي، وصلبه بالقرب من باب المسجد أياماً عدة، وروايات أخرى تقول إنه بقي مصلوباً هناك حتى بدأ الدود يقتات على أجزاء جسمه. وانطلقت من هنا الأسطورة القائلة إن دماءه شكّلت على الأرض الحجرية ما يشبه كلمة مظلوم.[1][2]

- الرواية الثانية في عام 1134 هـ وقعت فتنة بين أغوات المدينة ورجال حاميتها من العسكر، حين أراد رجل من توابع الأغوات، وكانوا من أصحاب الجاه والمكانة الاجتماعية في المدينة، الانخراط في سلك الجندية، فحِيل بينه وبين ذلك. غضب لأجله الأغوات، وأغلظ بعضهم القول لرجال الحامية فثارت الفتنة، وتمت ملاحقتهم وإهدار دمهم، حتى أن عدداً منهم تحصّن في مسجد الشافعي، وتم قتلهم في المسجد حتى عُطّلت الصلاة بحسب الرواية. فاتصل بعض ممن بقي منهم بالسلطان، وقاموا بإقناع القيادات بأن أحد أعيان المدينة كان مسبب الفتنة، فصدر الأمر بإعدامه. إلا أنه فر إلى جدة، ولكن قبض عليه هناك ونفذ فيه حكم الإعدام شنقاً، ثم ترك جسده مسجى في بعض الشوارع حتى توسط له بعض الناس ودفنوه في الحارة التي تُسمى اليوم حارة المظلوم نسبة إليه.[3]